# カターニアのサッカー暴動
この項では、2007年にイタリア・カターニアで起こったサッカー暴動について記す。

## 概要
2007年2月2日、イタリア・カターニアにあるスタディオ・アンジェロ・マッシミーノで行われたセリエAのカルチョ・カターニア対USチッタ・ディ・パレルモ戦（シチリアダービーとして知られる）で、ファンと警官との間で衝突が起こった。そのさなかに警官隊のフィリッポ・ラチーティ(Filippo Raciti)巡査（40歳）が亡くなり、さらに1人の警官が重傷を負ったほか、100人以上ともいわれる多数の観客が負傷し、14名のカターニアサポーターが逮捕された。

## 事件の詳細
シチリア島にある3つのサッカークラブのうちの2つ、カルチョ・カターニアとUSチッタ・ディ・パレルモのシチリアダービーは当初は2月4日（日）の午後3時キックオフの予定が組まれていたが、聖アガタの祝祭による混乱を避けるためのカターニア側の要請により、2月2日（金）の午後6時キックオフに変更された。バスの到着が遅れたため、試合開始時のスタジアム内にはパレルモのサポーターはおらず、後半10分過ぎに遅れて入場した。パレルモサポーターの入場後、オフサイドの疑惑が残るアンドレア・カラッチョロ(Andrea Caracciolo)のゴールでパレルモが先制し、カターニアサポーターがアウェー席に発煙筒と爆竹を投げ込んだため、警官隊は催涙弾をカターニアのウルトラス（サポーターグループ）に見舞った。催涙ガスがスタジアム内を漂い、プレーしている選手にも影響が出たため、主審のステファノ・ファリーナは40分以上も試合を中断することを余儀なくされた。その後、カターニアのファビオ・カゼルタ(Fabio Caserta)が同点ゴールを決めたが、パレルモのダビド・ディ・ミケーレが決勝点を決め、試合は2-1でパレルモの勝利に終わった。ディ・ミケーレはゴールの際に明らかなハンドの反則を犯しており、カラッチョロの1点目も疑問の残る判定だったため、試合結果に納得のいかないカターニアサポーターは警官隊への攻撃を始めた。
ラチーティ巡査はスタジアム外でパトカーに乗って待機していたが、スタジアム最上部から落とされた紙爆弾がパトカーに直撃したため、彼は驚いて車外に出た。カターニアサポーターは彼に投石を始め、そこに再び紙爆弾が投げ込まれて爆発し、その場に倒れた彼はガリバルディ病院で死亡が確認された。当初は紙爆弾の直撃が死因と考えられていたが、その後の分析によって、倒れこんだ巡査に向かって振り下ろされた陶器による内臓破裂が死因であることが判明した。巡査は1962年以降にイタリアのサッカースタジアム内部およびその周辺で死亡した13人目の犠牲者であった。彼に哀悼の意を表し、聖アガタの祝祭は規模を縮小して行われた。
カターニアのアントニーノ・プルヴィレンティ（Antonino Pulvirenti）会長は「パルレモサポーターがスタジアムに入場したことで誘発されて起こったものである。彼らが問題を起こし始めたんだ」としてパレルモサポーターに非があるとしたが、パレルモのフランチェスコ・グイドリン監督はカターニアに非があるとし、カターニアの地方判事はこの事件にパレルモサポーターの責任はないことを断言している。

## 余波

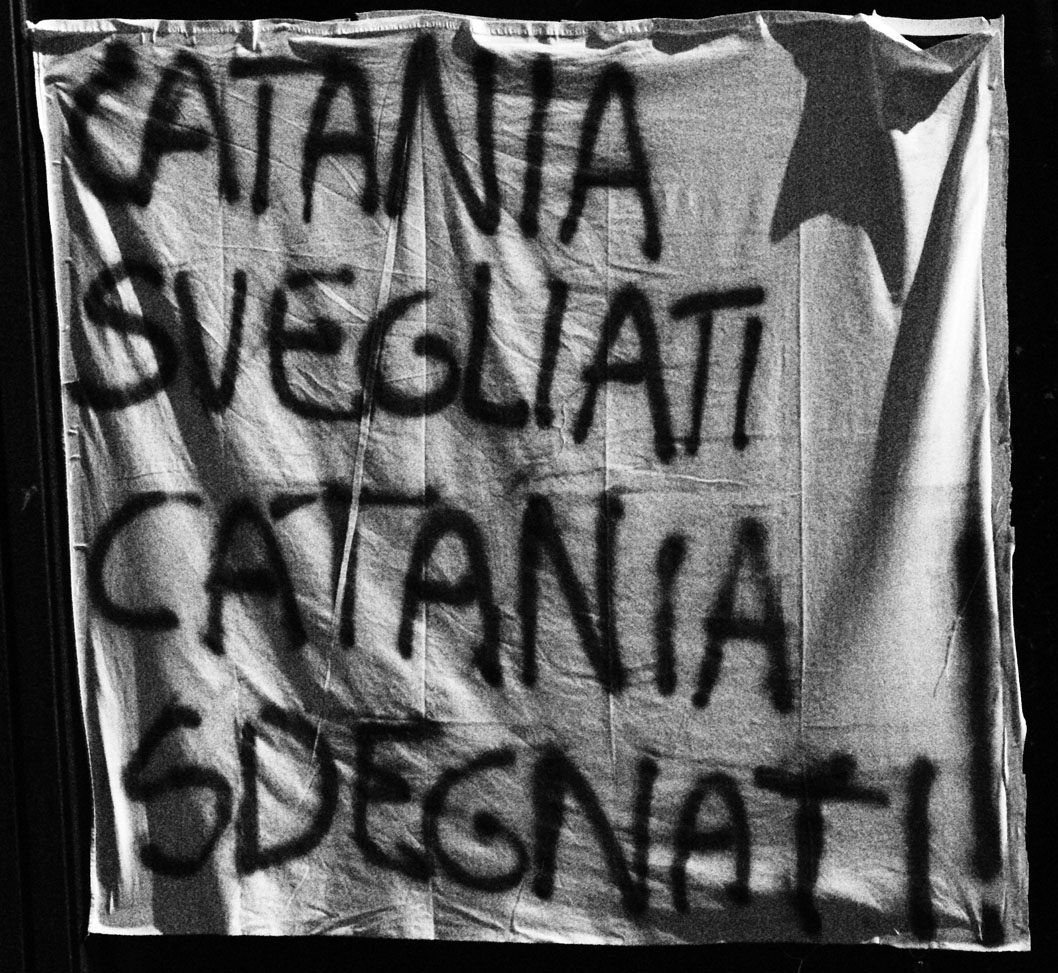
スタジアムでの暴力に反対する横断幕

シチリアダービー後には、1月27日に行われたテルサ・カテゴリア（10部に相当）の試合でサマルティネーゼ・スクオーラ・カルチョのディレクターが相手サポーターに顔を踏まれ、脳内出血により死亡していたことが判明した。スポーツ青少年問題担当大臣のジョヴァンナ・メランドリ（Giovanna Melandri）とイタリア五輪委員会(CONI)のジャンニ・ペトルー会長、イタリアサッカー連盟(FIGC)のルカ・パンカッリ（Luca Pancalli）会長は、2月3日と4日に予定されていたセリエAやアマチュアリーグ、イタリア代表の試合も含めてサッカーに関連するイベントすべてを延期することを決定したため、予定されていたイタリア代表とルーマニア代表の試合は中止された。1週間後の2月10日のセリエAの試合は全10試合が開催されたが、そのうち4試合は無観客で行われた。サッカー界はカターニアの暴動を強く非難し、試合中止を決めたパンカッリの決定を支持し、イギリスで1989年に起こった、フーリガンがゴールを横転させた事件から解決策を見出そうとした。
カターニアのプルヴィレンティ会長はサッカー界から離れる意思を発表し、「カターニア市では"サッカーをプレーすること"は不可能である」と述べたが、2日後に辞職を思いとどまった。暴動の翌日、2001年に亡くなった反グローバリゼーション活動家のカルロ・ジュリアーニ(Carlo Giulianiを参照)に対する復讐であるとして暴動を支持する落書きがリヴォルノにあるイル・ティレーノ(Il Tirreno)という地方紙の本社で見つかった。ピアチェンツァ、ローマ、ミラノ、パレルモでも同様の落書きが見つかっている。

## その後の経過

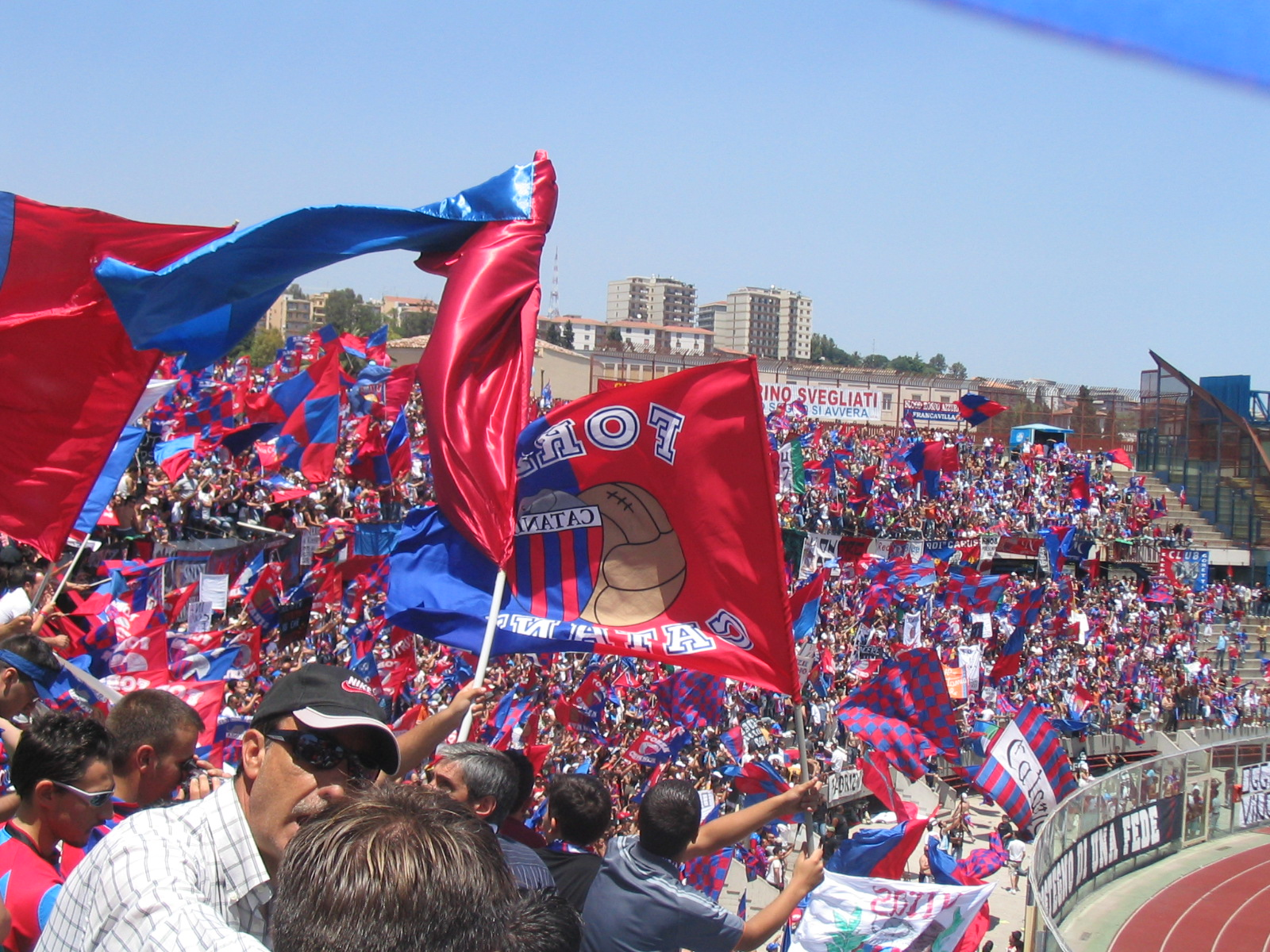
普段のスタディオ・アンジェロ・マッシミーノの様子

2006年夏にはテロ・組織暴力対策法が施行され、回転式ゲートの設置や記名式チケットが義務付けられたが、回転式ゲートがきちんと設置されたスタジアムはわずかであり、記名式チケットも正しく運用されているとは言い難かった。それらの安全基準を満たすまでは観客を入れることを禁止され、当初はスタディオ・オリンピコ（ローマ）、スタディオ・デッレ・アルピ（トリノ）、スタディオ・レンツォ・バルベラ（パレルモ）、スタディオ・ルイジ・フェッラーリス（ジェノヴァ）、スタディオ・サンテーリア（カリアリ）だけが基準を満たしているとして観客の入場が承認されたが、2007年2月10日にはスタディオ・ジュゼッペ・メアッツァ（ミラノ）で十分な安全が宣言され、スタディオ・エンニオ・タルディーニ（パルマ）などもそれに続いた。イタリア政府は打ち上げ花火や発煙筒など煙を出す物や爆竹などをスポーツイベントで使用することを禁止し、2007年2月のナイトゲームをすべて取りやめた。アウェーサポーターへのチケットのブロック売りを禁止し、フーリガンと思われる人物を事前に締め出すことを警官に許した。各クラブもまた財政面や実務面でのファンクラブの結びつきを禁止した。
カターニアはイタリア規律委員会によって5万ユーロ（約800万円）の罰金処分を受け、残りのシーズンをホームのスタディオ・アンジェロ・マッシミーノで戦うことが禁止され、カターニア外の中立地で無観客試合を行う裁定が下されたが、それらの決定は4月4日にカターニアの地方行政裁判所によって部分的に覆され、サッカー協会は観客の入場を認めるべきであるという判決が下された。その決定は数日後にローマの地方行政裁判所によって再び覆されたが、4月中旬にはカターニアの地方行政裁判所によってまたもや覆された。そのような状況からカターニア対アスコリ・カルチョ戦の開催が遅れ、本来は4月22日にモデナで無観客で開催される予定だった試合は5月2日に組み直された。イタリアサッカー連盟は、本来なら無観客で行われるはずのACミラン戦とACキエーヴォ・ヴェローナ戦へのカターニアサポーターの入場を認め、試合はボローニャのスタディオ・レナート・ダッラーラをカターニアの本拠地扱いとして行われた。2007年9月2日、スタディオ・アンジェロ・マッシミーノには新しい安全規則が導入され、ラチーティ巡査の死以降で初めて観客を受け入れて、2007-08シーズン開幕戦・ジェノアCFC戦が行われた。巡査の妻はその試合に出席し、試合開始前には1分間の黙祷が捧げられた。
2008年には18歳の少年が警官殺害の容疑で逮捕・収監されたが、8月に証拠不十分で釈放されている。
2010-11シーズンには暴動後初めてダービーでのアウェーサポーターの入場が許された。2010年11月14日にパレルモのホームで行われた試合には300人ほどのカターニアサポーターが入場し、試合前には両クラブの会長が並んでサポーターに挨拶した。